# Harry Steel
Harry Steel (né le 8 avril 1899 et mort le 8 octobre 1971) est un lutteur sportif américain.

## Biographie
Harry Steel obtient une médaille d'or olympique, en 1924 à Paris en poids lourds.